# Rose Marguerite Guillaume
Rose Marguerite Fanny Guillaume, dite aussi Rose-Marie Guillaume, est une peintre française née à Tours (Indre-et-Loire) le 19 novembre 1871 et morte à Paris le 16 janvier 1947. Elle a exposé au salon de 1893 à 1913. L'un de ses portraits fait partie de la collection de la National Gallery of Art.

## Biographie
Rose Marguerite Guillaume est la fille de Jean-Baptiste Louis Guillaume, major au 66e régiment de ligne, officier de la Légion d'honneur et d'Anna Zoé Fanny Menet. Elle étudie au sein de l'Académie Julian à Paris.
Les livrets des salons indiquent ses domiciles successifs : de 1893 à 1896 au 11, rue Gounod à Paris ; en 1897 au 18, rue Lesueur à Paris ; de 1899 à 1900 au 26, boulevard d’Argenson à Neuilly-sur-Seine ; de 1902 à 1914 au 26, avenue de la Grande-Armée à Paris ; en 1931, elle habite toujours au 26, avenue de la Grande-Armée, de même qu’en 1936, et c’est à cette adresse qu’elle meurt célibataire le 16 janvier 1947.

## Envois aux salons
Rose Marguerite Guillaume expose au Salon des artistes français à partir de 1893.
- 1893 : no 852, Portrait de Mlle B. G….
- 1894 : no 882, Éclaboussée avec des fleurs.
- 1895 : no 894, Sans nouvelles.
- 1896 : no 2570, Portrait; pastel.
- 1897 : no 793, Portrait.
- 1897 : no 2164, Portrait de Mlle G. C…, pastel, appartenait à Mme C.
- 1899 : no 2498, Résignation, désespérance, aquarelle.
- 1900 : no 626, Pensive.
- 1901 : no 960, Heure morose.
- 1902 : no 774, Fleurs.
- 1903 : no 857, Le Parfum.
- 1905 : no 888, Portrait de Mlle de D….
- 1910 : no 929, Chez un peintre.
- 1911 : no 890, Danseuse.
- 1912 : no 840, La Mouche.
- 1913 : no 863, Avant la représentation.

## Œuvres
Allemagne

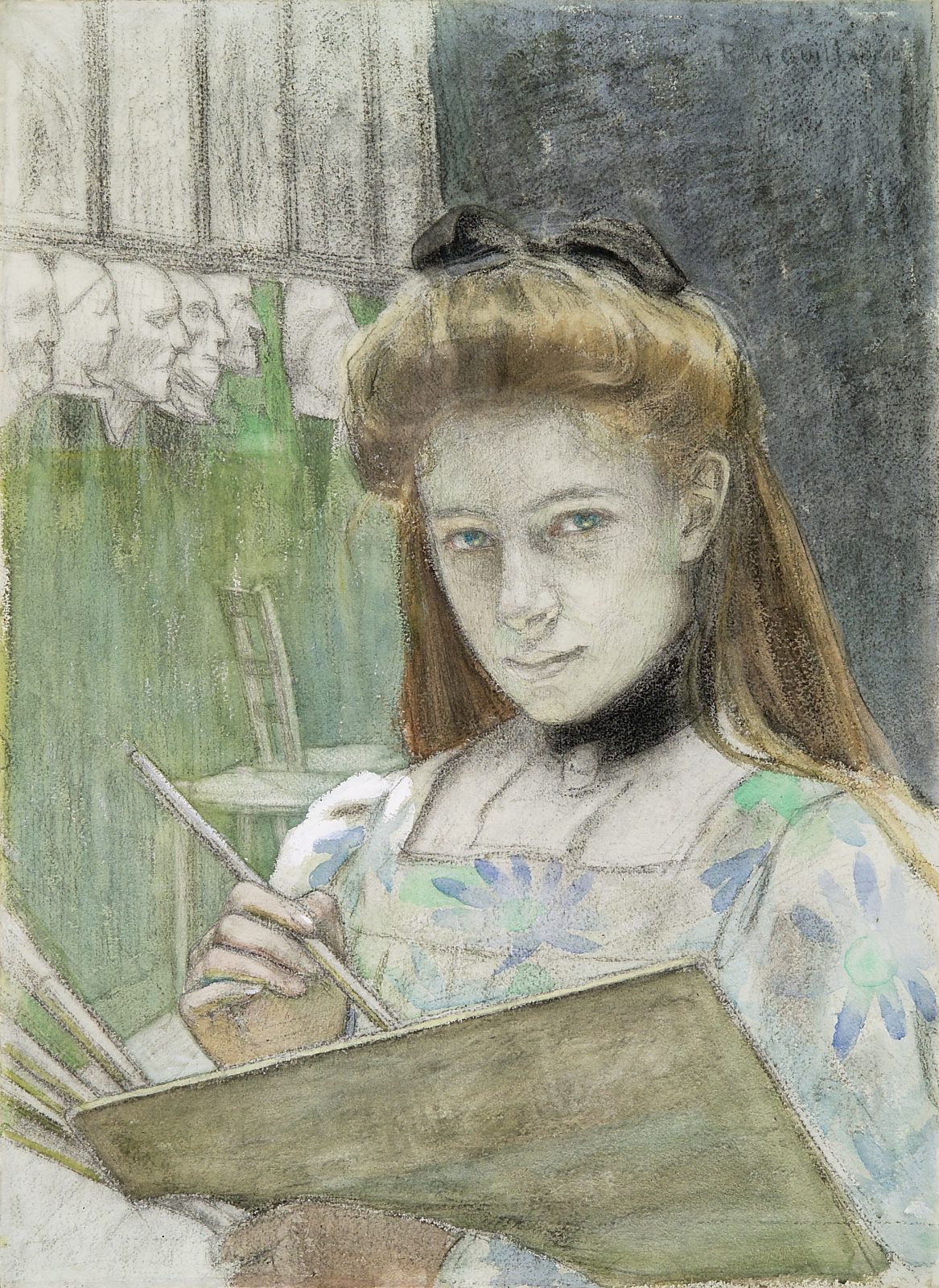
Une femme peintre dans l'atelier de l'Académie Julian, années 1890, Berg, Tavolozza Foundation, collection Katrin Bellinger.

- Berg, Tavolozza Foundation, collection Katrin Bellinger (en) : Une femme peintre dans l'atelier de l'Académie Julian, années 1890, pierre noire, aquarelle et gouache sur papier.

États-Unis
- Washington D.C., National Gallery of Art, Mademoiselle Breuilh, pastel, 1892[8].

France
- Bourbon-Lancy, musée Saint-Nazaire : Le Parfum, dépôt de l'État en 1908[9].
- Laon, musée d'Art et d'Archéologie : Portrait de Lucienne Marie Listre, 1906[10].
- Vendôme, musée de Vendôme : Femme gitane, acquis en 1938[11]. Offert par L. de Chauvigny en souvenir de sa fille Chantal de Chauvingy, élève de Rose Marguerite Guillaume[12].
- Vizille, musée de la Révolution française : Odalisque ou Jeunesse, 1926, dépôt de l'État[13].

- Œuvres non localisées déposées par le Centre national des arts plastiques[14] :
  - Chez un peintre, vers 1910, achat à l'artiste en 1910[15] ;
  - Nu, vers 1919, achat à l'artiste en 1919[16].

Pologne
- Rogalin, Fondation Raczyski : Fleurs, 1902, huile sur toile[17].